# Urechis unicinctus
Urechis unicinctus és un equiür, un cuc marí, propi dels mars del sud-est asiàtic. En llengües occidentals no té un nom propi i a la xarxa hi ha denominacions que fan referència al seu aspecte, que recorda a un fal·lus humà. Tot i els apel·latius, no té cap relació amb el candirú, que sovint rep noms semblants però no precisament per l'aspecte que té. U. unicinctus, com altres Urechis, viuen en aigües poc profundes, com ara planícies formades per la marea a la sorra, en túnels construïts en la sorra o en el fang durant la marea baixa.

## Ús econòmic

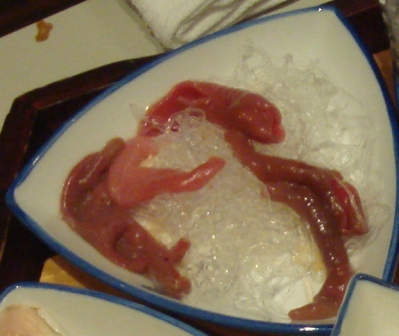
U. unicintus servit en plat

Es considera una exquisidesa a la Xina, al Japó i especialment a Corea on es consumeix, a localitats vora del mar, com a hoe (sashimi). Al Japó és típic de les zones de Kyushu i Hokkaido, on es consumeix com a sashimi, al vinagre o cuit, tot i que també com a peix sec. A la Xina es conserva assecat, com ara a Dalian i Qingdao, per a llavors hidratar-lo abans de consumir-lo. També es pot preparar fregit o cuit. Atès el seu gran contingut en aminoàcids, com ara la glicina i l'alanina, té un sabor suau i una textura que recorda a les cloïsses.
S'empra com esquer en la pesca esportiva, en particular per a la de l'orada i el Pagrus major. En medicina xinesa s'empra com a remei de malalties relacionades amb la rigidesa relativa de la columna vertebral, afeccions dels ronyons, i com a afrodisíac per als homes.